# Beowulf, la légende viking
Pour plus de détails, voir Fiche technique et Distribution.
Beowulf, la légende viking (Beowulf and Grendel) est une adaptation cinématographique à petit budget du poème épique Beowulf, œuvre fondamentale de la culture anglo-saxonne et germano-scandinave. Réalisé par Sturla Gunnarsson (en) en 2005, c'est une coproduction canadienne et britannique, le film a été tourné en Islande.

## Synopsis
Grendel, fils d'un troll, cherche à venger son père dans le Danemark du VIe siècle.

## Fiche technique
- Titre : Beowulf, la légende viking
- Titre original : Beowulf and Grendel
- Réalisation : Sturla Gunnarsson
- Scénario : Andrew Rai Berzins d'après le poème épique Beowulf
- Musique : Hilmar Örn Hilmarsson
- Photographie : Jan Kiesser
- Montage : Jeff Warren
- Production : Michael Cowan, Sturla Gunnarsson, Gary Hamilton, Eric Jordan, Anna María Karlsdóttir, Jason Piette et Paul Stephens
- Société de production : Movision, Endgame Entertainment, Beowulf Productions Limited, Grendel Productions Inc., Icelandic Film, Spice Factory, The Film Works, Téléfilm Canada et Union Station Media
- Société de distribution : Truly Indie (États-Unis)
- Pays :  Canada,  Royaume-Uni,  Islande,  États-Unis et  Australie
- Genre : Action, aventure, drame et fantasy
- Durée : 104 minutes
- Sortie : 25 août 2009 (DVD)

## Distribution
- Ingvar Eggert Sigurðsson : Grendel
- Hringur Ingvarsson : Grendel jeune
- Stellan Skarsgård (VF : Jacques Frantz ; VQ : Hubert Gagnon) : Hrothgar
- Gunnar Eyjólfsson (VQ : Yves Massicotte) : Æschere
- Gerard Butler (VQ : Daniel Picard) : Beowulf
- Ronan Vibert (VQ : James Hyndman) : Thorkel
- Rory McCann : Breca
- Sarah Polley (VQ : Aline Pinsonneault) : Selma la sorcière

## Sortie française
Aucune sortie française dans les salles. Sortie en DVD le 25 août 2009.